# كونراد فوس بارك
كونراد فوس بارك (بالإنجليزية: Conrad Voss Bark)‏ (9 مارس 1913 في المملكة المتحدة - 23 نوفمبر 2000)؛ صحفي وروائي بريطاني.